# Leandro Nicéforo Alem
Leandro Nicéforo Alem nascut com Leandro Antonio Alem (h) (Buenos Aires, Argentina; 11 de març de 1842 - idem; 1 de juliol de 1896) va ser un polític argentí, fundador de la Unió Cívica Radical, escollit dues vegades diputat provincial i dues vegades senador nacional. Es confon com el segon nom d'Alem (Nicéforo) amb l'explicació donada pel mateix Alem a un dels seus col·laboradors: Com signava Ln (diminutiu de Leandro) Alem, li van preguntar que significava: N? N de nada!, va respondre amb el seu habitual caràcter fort.

## Revolució i Unió Cívica Radical
El 1890 Alem al costat de Mitre funda la Unió Cívica i organitzen un aixecament armat contra el govern constitucional conegut com la Revolució del Parc, que va forçar la renúncia del president Miguel Juárez Celman.
A l'any següent, la Unió Cívica presenta la candidatura a president de la Nació de Mitre. Però Mitre entra en negociacions amb Julio Argentino Roca, cap indiscutible de l'oficialisme que representava el Partit Autonomista Nacional, i la Unió Cívica es fractura en dos partits: Mitre queda al capdavant de la Unió Cívica Nacional i Alem al capdavant de la Unió Cívica Radical. Amb ell queden el seu soci Aristóbulo del Valle, Bernardo de Irigoyen, Lisandro de la Torre, i el seu nebot Hipólito Yrigoyen entre d'altres.
Abans, en les eleccions legislatives del 15 de març de 1891, és escollit senador nacional al costat d'Aristóbulo del Valle.
El 15 d'agost de 1891 la Convenció Nacional de la Unió Cívica Radical va proclamar a Bernardo de Irigoyen com a candidat a la presidència de la Nació. Pocs dies abans de les eleccions, el 2 d'abril de 1892, el president Carlos Pellegrini denuncia falsament un complot radical per a prendre el poder i assassinar els principals funcionaris. Immediatament va decretar l'estat d'excepció i va detenir als principals líders radicals, entre ells Alem. En aquestes condicions represivas i sense la participació de la Unió Cívica Radical, es van realitzar les eleccions del 10 d'abril en les quals va resultar escollit el candidat oficialista Luis Sáenz Peña.
Una vegada alliberats els líders radicals, i davant l'evidència que el govern nacional tornaria a impedir per tots els mitjans el seu accés al poder mitjançant eleccions, la Unió Cívica Radical comença a reorganitzar-se i preparar un nou aixecament armat, la Revolució de 1893, on Alem va arribar a ser proclamat pels insurrectes President de la Nació, a Rosario, però tornà a fracassar per greus errors de conducció. Per llavors el seu nebot Hipólito Yrigoyen, es fa fort per organitzar la UCR a la província de Buenos Aires, i qüestiona les seves condicions per al lideratge del partit.
Deprimit per les derrotes, sentint-se un obstacle per a la marxa del partit pel seu enfrontament amb Hipólito Yrigoyen, es va suïcidar l'1 de juliol de 1896 al cotxe que el portava al Club del Progrés. Les seves restes descansen en el Cementiri de la Recoleta, al Panteó dels Herois de la Revolució del Parc, el mateix on reposen Hipólito Yrigoyen i Arturo Umberto Illia.
Va deixar una última carta, escrita el dia de la seva mort, que és coneguda com el seu testament polític, i que en el seu text té la frase:
"Que es trenqui, però que no es doblegui!"